# Purral
Purral – miasto w Kostaryce w prowincji San José; 31 300 mieszkańców (2006). Przemysł spożywczy, włókienniczy.

## Transport

### Transport drogowy
Przez Purral przebiegają następujące drogi krajowe:
- Droga krajowa nr 218[1]